# 斯必尔角
斯必尔角（英語：Cape Spear）是位于加拿大紐芬蘭與拉布拉多省聖約翰斯附近的纽芬兰岛阿瓦隆半岛上的一个岬角。它位于西经52°37'，是加拿大和北美洲除去格陵兰以外的最东端地點。